# Maria Gates-Meltel
Maria Gates-Meltel ist eine Politikerin und Aktivistin für Frauenrechte in Palau.

## Leben
Maria Gates ist die Tochter von Ngiraked Gates und Tongko Mekui-Gates. Sie saß im Parlament des Bundesstaates Angaur. Am 1. Januar 2011 wurde sie zur Gouverneurin dieser Verwaltungseinheit gewählt und am 7. Januar 2011 vereidigt.
Im Februar 2020 wurde sie in einem Prozess wegen Misconduct in Public Office (Count 4) und Criminal Violation of the Code of Ethics (Count 2) verurteilt. Gates-Meltel bezeichnet den Prozess als politisch und zwei der Ermittler sind offenbar befanngen.
Sie arbeitet derzeit als Administrative Officer im Bureau of Foreign Affairs & Trade.

## Familie
Sie ist mit dem Geschäftsmann Jacek Meltel verheiratet und hat 3 Söhne.